# Lily Unden
Lily Unden, née le 26 février 1908 et morte le 5 septembre 1989, est une poétesse et artiste peintre luxembourgeoise. Résistante dans un réseau de renseignements franco-luxembourgeois au Luxembourg, elle fut arrêtée par la Gestapo et déportée au camp de Ravensbrück.

## Biographie
Lily Unden, est née le 26 février 1908 à Longwy, dans une famille d'origine et de nationalité luxembourgeoises. Son père, Émile Charles Unden, est ingénieur métallurgiste dans les aciéries de l'Est de la France. Elle est rapatriée avec ses parents, au déclenchement de la première Guerre Mondiale à Mühlenbach, en banlieue de Luxembourg, où se situe le fief de la teinturerie industrielle Unden, fondée par ses ancêtres au XIXe siècle. En 1914, depuis l'âge de 6 ans, Lily est élève à l'École Saint-Joseph de Luxembourg. Elle passe le baccalauréat à 17 ans et s'oriente dès 1925 vers les Beaux-Arts : sa vocation est résolument fixée vers le dessin et la peinture. Elle bénéficie des cours du professeur Joseph Meyers, artiste-peintre, qui reçoit le prix Grand-Duc Adolphe au Salon du cercle de 1927. Puis, Lily Unden va fréquenter les Académies de Bruxelles, Strasbourg et Paris (ABC), avant d'exercer son métier d'artiste-peintre au Luxembourg, à partir de 1934. Elle est membre du Cercle Artistique Luxembourgeois où elle expose régulièrement ses tableaux et dessins.
Après l'invasion du Luxembourg par les troupes nazies en mai 1940, Lily Unden est obligée d'interrompre ses activités pour travailler dans une Pharmacie sur réquisition des autorités d'occupation. Elle s'est engagée dans la résistance en Luxembourg dès l'invasion des armées nazies, mais elle est arrêtée le 3 novembre 1942 par la Gestapo et déportée au camp de concentration de Ravensbrück, où elle fait connaissance de sa compatriote Cécile Ries, poétesse luxembourgeoise. En juin 1945, à la Libération du camp, elle reviendra dans son pays après un temps de repos de deux mois en Suède.
Depuis 1945, après un passage de deux ans à l'université Columbia de New York, Lily Unden exerce les fonctions d'enseignante dans différents établissements scolaires du Luxembourg. La discipline enseignée est la peinture et le dessin. Elle prend sa retraite en 1973, mais conserve une activité soutenue dans la réalisation de peintures, principalement axées sur les fleurs, les natures mortes et les paysages. Son œuvre littéraire est essentiellement basée sur la poésie : elle aborde ses souvenirs de déportée et traite aussi de poèmes à caractère religieux.
Lily Unden, solidaire de ses camarades concentrationnaires victimes du nazisme, était présidente de l'Amicale des concentrationnaires et prisonnières politiques luxembourgeoises.
Lily Unden est morte à Luxembourg le 9 septembre 1989.

## Distinctions en France
- Chevalier de la Légion d'Honneur.
- Croix de guerre 39-45.

## Distinctions au Luxembourg
- Médaille de la Résistance.
- Médaille de l'Internement et de la Déportation.
- Croix de la Résistance.
- 1965 -  Chevalier de l'ordre de Mérite du grand-duché de Luxembourg (membre du Conseil national de la Résistance) ;
- 1971 -  Chevalier de l'ordre de la Couronne de chêne (artiste-peintre) ;
- 1977 -  Officier de l'ordre de la Couronne de chêne ;
- 1983 -  Commandeur de l'ordre de la Couronne de chêne ;
- 1986 - Diks-Lentz Plakette. (Distinction littéraire qui récompense les personnes ayant agi au profit de la littérature luxembourgeoise).

## Œuvres artistiques
- Dans la collection luxembourgeoise du Musée National d'Histoire et d'Art de Luxembourg sont exposés des tableaux de Lily Unden avec les commentaires suivants:  La première femme peintre à s'imposer au Luxembourg et à faire de la peinture sa profession est Lily Unden, née au siècle dernier. On associe toujours le nom de Lily Unden à ses bouquets de fleurs. Les motifs préférés de Lily Unden ont toujours été les natures mortes et surtout les fleurs qu'elle peignait avec beaucoup d'amour. Lily Unden n'a jamais daté aucun de ses nombreux tableaux. Pour elle, ces fleurs "qui ne l'avaient jamais déçue" et qui lui permettaient d'oublier ses cauchemars de guerre, se situaient en dehors du temps.  (Extraits de l'Exposition du Musée).
- Weihnachtsmärchen erzählt de Marie Knaff. Illustrations de Lily Unden. Luxemburg. 1961.

## Œuvres Littéraires
- Le recueil : Poèmes, rédigé en collaboration avec Cécile Ries, Thérèse de Vos et Henriette Thiesen. (Évocation des souvenirs des camps de concentration).
- Après 30 ans. Si lienwen. À celles qui vivent par delà le trépas. Mi woren trei. Amicale des concentrationnaires et Prisonnières Politiques Luxembourgeoises. 1945.
- Poèmes et dessins de lily Unden, préface de Liliane Thom-Petit. 1981.
- Dans Mon cœur parle au rythme des saisons, de Cécile Ries, Préface de Lily Unden. Imprimerie Fr.Faber, Mersch. 1977.

## Citation
En souvenir des années passées au camp de concentration de Ravensbrück, Lily Unden a écrit des poèmes édités en Luxembourg. Le poème intitulé Fraternité, écrit en mémoire d'une jeune femme inconnue, camarade de misère de Lily, est inséré dans le Livre du Souvenir de l'Amicale des concentrationnaires et prisonnières politiques luxembourgeoises (39-45) , publié en 1965 au Grand-Duché de Luxembourg .